# شون هوف
شون هوف (بالفنلندية: Shawn Huff)‏ مواليد 5 مايو 1984 في هلسنكي، هو لاعب كرة سلة أمريكي معتزل. بدأ مسيرته الاحترافية في سنة 2000. لعب مع سكايلاينرز فرانكفورت. يبلغ طوله 6 قدم 6 بوصة (2.0 م).

## المسيرة الاحترافية
لعب مع توربان بويات في موسم 2000–2001، ثم لعب مع إسبون هونكا من سنة 2001 إلى 2004، ثم لعب مع فولجور ليبرتاس فورلي في موسم 2011–2012، ثم لعب مع فولجور ليبرتاس فورلي في موسم 2012–2013، ثم لعب مع أورلاندينا باسكيت في الدوري الإيطالي في سنة 2013، ثم لعب مع نيكار ريزن لودفيغسبورغ في الدوري الألماني من سنة 2013 إلى 2016، ثم لعب مع سكايلاينرز فرانكفورت في سنة 2017.

## روابط خارجية
- شون هوف على موقع الاتحاد الدولي لكرة السلة (الإنجليزية)
- شون هوف على موقع كرة السلة الأوروبية.كوم (الإنجليزية)
- شون هوف على موقع كلية كرة السلة في سبورتس رفرنس.كوم (الإنجليزية)
- شون هوف على موقع ريلجم (الإنجليزية)
- شون هوف على موقع بروبوليرز (الإنجليزية)
- شون هوف على موقع سبورتس رفرنس (الإنجليزية)